# Aleix Garrido
Pour les articles homonymes, voir Garrido (homonymie).
Garrido  Cañizares est un nom espagnol. Le premier nom de famille, en général paternel, est Garrido ; le second, en général maternel, souvent omis, est Cañizares.
Aleix Garrido, né le 22 février 2004 à Ripoll, est un footballeur espagnol qui évolue au poste de milieu de terrain au FC Barcelone.

## Biographie
Né à Ripoll, dans la province de Gérone en Catalogne,, Aleix Garrido intègre très tôt le centre de formation du FC Barcelone, en 2012,,.

### Carrière en club
Pur produit de La Masia, Aleix Garrido y gravit tous les échelons des équipes de jeunes, formant un tandem redoutable au milieu de terrain avec Gavi, au sein de la génération 2004,,,.
Il fait ses débuts avec l'équipe reserve de Barcelone dès la saison 2021-2022, marquant un but pour ses débuts contre le Betis Deportivo le 9 janvier 2022,,.
La saison suivante, le jeune joueur continue à fréquenter la reserve et s'illustre surtout en UEFA Youth League notamment aux côtés de Víctor Barberà, marquant un but et six passes décisives en six rencontres,,. Après avoir dominé la phase de groupe, les moins de 19 ans barcelonais son éliminée en huitième de finale par les futurs vainqueurs de l'AZ Alkmaar, dans une rencontre où Garrido est absent sur blessure, après avoir récupéré le brassard de capitaine de l'équipe.
Le jeune milieu fait ses débuts professionnels avec Barcelone le 1er avril 2023, remplaçant Ansu Fati à la 84e minute d'une victoire 4-0 en Liga contre Elche,,,. Cette première apparition lui vaut les éloges de son entraineur Xavi, qui le décrit comme un joueur doué techniquement, dont l'essor avec l'équipe première n'a jusqu'alors été retardé que par sa blessure à la cheville,,.
À la fin du mois, Garrido prolonge son contrat avec le club espagnol jusqu'en 2025,. Quelques semaines plus tard, il est sacré champion d'Espagne 2022-23 — après la victoire des siens dans le derby barcelonais — au coté d'autres jeunes tout juste sortis de La Masia comme Lamine Yamal ou Chadi Riad,,.

### Carrière en sélection
Aleix Garrido est international espagnol en équipe de jeunes, sélectionné avec les moins de 18, puis les moins de 19 ans.

## Style de jeu
Milieu de terrain technique, dans le plus pur style de La Masia, Aleix Garrido est notamment comparé à son coéquipier Pedri pour son excellence dans la passe décisive,,,.

## Palmarès
| FC Barcelone - La Liga (1) - Champion en 2022-23 |